# Fjodor Ignatyjevics Sztravinszkij
Fjodor Ignatyjevics Sztravinszkij (oroszul Федор Игнатьевич Стравинский) (Novy Dvor, Rechitsky County, Orosz Birodalom, 1843. június 8. [20.] – Szentpétervár, 1902. november 21. [december 4.]) operaénekes, kora legjelentősebb basszistája, Igor Stravinsky zeneszerző édesapja, Fjodor Mihajlovics Dosztojevszkij író barátja.

## Élete
Apai ágon Visztula környéki lengyel földbirtokos családból származik. Anyja orosz volt.
Jogásznak készült, de saját zenei tehetségét felismervén végül a szentpétervári konzervatóriumban Camillo Everardi (1825–99) tanítványaként végzett. 1873-ban kezdte pályáját a kijevi operában. 1876-ban szerződtette a szentpétervári (cári) Mariinszkij Színház, ahol gyorsan a három vezető basszista közé került, végül a hangfekvés vezető énekese lett.
Szinte a teljes basszusrepertoárt végigénekelte, számtalan ősbemutatón szerepelt. Nemcsak éneke, színészi játéka is nagyszerű volt.
Élete 60. évében, rákban halt meg.
Igor Stravinsky szangvinikus, gyermekeit félelemben tartó emberként emlékezett rá, aki őt nem vélte zeneileg (sem) tehetségesnek.